# Виноградов, Николай Дмитриевич
Николай Дмитриевич Виноградов (15 мая 1885, Гнилец, Троснянский район — 24 июня 1980, Москва) — русский и советский архитектор, реставратор, фотограф и коллекционер. Заслуженный деятель искусств РСФСР (1957).

## Биография
Родился 15 мая 1885 года в селе Гнилец (Глинец) Орловской губернии, где дед по материнской линии (Фёдор Иванович Бакхаус), агроном из Австрии, управлял имениями. Отец будущего архитектора, земский фельдшер, получил работу на строительстве Китайско-манчжурской железной дороги, поэтому семья перебралась в Томск.
В 1901 году стал вольным слушателем начального класса Московского училища живописи, ваяния и зодчества (МУЖВЗ). Во время учёбы на архитектурном отделении, которая растянулась до 1915 года, работал у ряда московских зодчих (Р. И. Клейна и других).
Был известен как заместитель руководителя боевой дружины училища, её казначеем; под его руководством дружина приняла участие в «фидлеровском деле», с которого началось декабрьское восстание в Москве в 1905 году. После московских событий находился в тюрьмах за участие в революционной деятельности. В Бутырской тюрьме Н. Д. Виноградов познакомился с москововедом П. Н. Миллером, благодаря которому в 1907 году он попал в Комиссию по изучению старой Москвы Московского археологического общества. 
Виноградов был организатором «Первой выставки лубков» (1913), сотрудничая с художниками авангарда М. Ф. Ларионовым и Н. С. Гончаровой. Издал каталог этой выставки. С этого момента он стал собирать пряники и его коллекция составила около 2500 шт. (ныне в Государственном музее этнографии. Санкт-Петербург).
В 1915 году защитил диплом в МУЖВЗ под руководством А. В. Щусева. В годы Первой мировой войны Н. Д. Виноградов работал в земском строительном отряде на линии фронта, затем был во Пскове, где фотографировал памятники древнерусской архитектуры. В 1918 году был приглашен архитектором П. П. Малиновским в Наркомат имуществ республики в качестве его заместителя, руководил там «Комиссией по охране памятников искусства и старины Моссовета». Был ответственным за выполнение в Москве плана монументальной пропаганды и председателем секции ИЗО Моссовета.
Н. Д. Виноградов тиражировал «Окна РОСТА», будучи другом художника-инициатора их создания М. М. Черемных (мужа сестры, вместе с которым он приехал в Москву учиться из Томска). Общался с В. В. Маяковским и др. деятелями культуры.
Как специалист по охране наследия Н. Д. Виноградов сотрудничал с А. В. Щусева, принимая участие в обосновании генерального плана «Новая Москва» (в аспекте охраны наследия). Он был инициатором обследования городской застройки для выявления ценных деревянных зданий, число которых составило почти 500, и организовал выставку «Уходящая деревянная Москва» (1921), которая привлекла внимание многих зодчих-практиков, работавших в условиях дефицита материалов и невозможности применения новых технологий.
После почти полного сокращения штатов этой комиссии (1923) Виноградов создал при учёной комиссии «Старая Москва» секцию регистрации архитектурных памятников (1926), передав в неё собранные ранее материалы и списки московских зданий. В центре внимания оказались сохранившиеся здания XVII века, которых под руководством Виноградова было обнаружено и обследовано более восьмидесяти.
С 1924 года Н. Д. Виноградов занимал должность архитектора по ремонту исторических памятников в отделе благоустройства Москоммунхоза. С 1925 года занимался реставрацией Китайгородской стены, Сухаревой башни, Триумфальных ворот и Красных ворот, грота в Александровском саду и ограды сада.
С 1931 года Виноградов занимался реставрацией стен и башен Московского Кремля, а также Благовещенского собора, установив его первоначальные формы. В то же самое время он стал свидетелем сноса внутри Кремля монастырей и др. старинных зданий.
В середине 1930-х годов Виноградов был инициатором создания и ведущим сотрудником Музея Всесоюзной академии архитектуры, писал «паспорта» на памятники и составлял их списки. Он вёл реставрацию театра Гонзаго в усадьбе Архангельское и другие работы, выявлял первоначальные формы Покровского собора (храма Василия Блаженного) на Красной площади. С 1934 года работал в усадьбе Суханово в Московской области и в усадьбе Марьино в Курской области. С 1937 года — сотрудник Академии архитектуры СССР. Перед самой войной и вплоть до эвакуации 1941 года он занимался организацией музея Московского архитектурного института (МАРХИ), руководил студентами и аспирантами.
В годы войны Виноградов (ранее член специальной комиссии по работам в Троице-Сергиевой лавре), возглавлял её реставрацию, начатую И. В. Трофимовым. В ходе этих работ он выявил древнейшие формы Троицкого собора и церкви Св. Духа.
В 1943-1945 годах Н. Д. Виноградов занимал должность директора музея МАРХИ, затем был сотрудником музеев Московского Кремля. С 1947 по 1957 год Виноградов создавал Государственный музей русской архитектуры при поддержке А. В. Щусева (ныне Государственный научно-исследовательский музей архитектуры имени А. В. Щусева), вплоть до конца своей трудовой деятельности работал в нём как заместитель директора по научной работе. Много сил отдал реставрации здания эпохи классицизма (дома Талызина), отведенного под музей.
С 1957 года на пенсии. Жил в Москве по адресам: улица Малая Дмитровка, 18 и Гранатный переулок, 11. Умер 24 июня 1980 года. Похоронен на Рогожском кладбище.

## Наследие
Наследие Виноградова представляет собой не только его историко-архитектурные исследования Китайгородской стены, Красных ворот, памятников раннемосковского зодчества, но и многочисленные коллекции (пряников, игрушек, лубка, китайских народных картинок, литографий мастеров авангарда и пр.). Важное место в его наследии занимает фотография, которой он очень увлекался с 1900-х годов. Помимо бытовых, семейных сюжетов, это выставка лубка (1913), народные костюмы (1912), проекты его соучеников из Московского училища живописи, ваяния и зодчества (1913—1915). Архитектор сохранил архив комиссии по охране памятников Моссовета, включающий работы известных фотографов своего времени (1919—1921). Важное место в этом собрании занимают фотографии московских деревянных домов эпохи классицизма, разобранных на дрова в 1919—1921 годах.
Среди фотографий Виноградова экспозиция Пролетарских музеев (1918—1921); монументы и их эскизы, выполнявшиеся по ленинскому плану монументальной пропаганды и пр. Фотографии Виноградова находятся в Государственном научно-исследовательском музее архитектуры им. А. В. Щусева (архитектура Москвы), в Литературном музее («Окна РОСТА»), в музее Маяковского и др.